# Luftskib L 20
Luftskib L 20 var den første Q-klasse zeppeliner med rekordlængden 178,5 meter, som blev bygget af Luftschiffbau Zeppelin i Friedrichshafen til den tyske Kaiserliche Marine og foretog sin første flyvning 21. december 1915.
Fra luftskibsbasen i Tønder deltog L 20 i et bombetogt ved den engelske og skotske kyst, men opgav hjemturen og nødlandede 3. maj 1916 i Norge, hvor halvdelen af besætningen sprang i Gandsfjorden syd for Stavanger og resten faldt af på en fjeldtop eller i Hafrsfjorden.

## Stationeret i Tønder og Seddin
Den 29. december 1915 tiltrådte kaptajnløjtnant Franz Stabbert som kommandant og løjtnant Ernst Schirlitz som 1. officer ombord på det nybyggede luftskib L 20, som 18. januar 1916 fik standplads i Tønder, men 21. februar overflyttedes til basen i Seddin ved byen Stolp i det daværende Bagpommern (Stolp hedder nu Słupsk og ligger i Polen). 6. april 1916 kom luftskibet tilbage til Tønder.
Makkerparret havde tidligere fløjet med Tønders første og i starten eneste zeppeliner, L 7, og deltog med L 20 i alt i 16 togter, heraf 6 rekognosceringer og 2 bombetogter mod Storbritannien.

## Bombning i English Midlands 31. januar 1916
Natten mellem 31. januar og 1. februar 1916 deltog 9 marine-luftskibe i et planlagt bombetogt rettet mod dokkerne i Liverpool, ledet personligt af luftskibsflådens chef Peter Strasser på L 11 fra basen i Nordholz.
Fra luftskibsbasen i Tønder deltog L 19 og L 20.

L 20 kastede 7 højeksplosive bomber mod jernbaneknudepunktet ved Bennerley-viadukten og stålværket nær Awsworth 10 km nordvest for Nottingham.
Selve viadukten forblev uskadt.
Det nærved liggende Stanton stålværk syd for Ilkeston var næste mål med 15 bomber, hvor den ene ramte jernbanebroen over Nutbrook Canal og 2 personer dræbtes.

Omkring kl. 20 kastedes 4 bomber over Loughborough omkring 30 km syd for Nottingham, først 2 ved The Rushes-butikkerne i centrum og så 2 ved Empress-værket mod øst.
Blandt byens 10 dræbte var Mary Anne Page og 2 af hendes børn på Empress Road 87, hvis navne kan ses på en mindeplade i Loughborough Carillon-parken, hvor der står et klokkespil.

L 20 fløj 40 km vestpå og indledte kl. 20.45 bombardement af Burton-upon-Trent, som i løbet af en time også ramtes af L 15 (Joachim Breithaupt) og L 19 (Odo Löwe).
En bombe ramte mellem Christ Church og missionshuset i Uxbridge Street, hvor 200 var forsamlet, og dræbte 6 personer, bl.a. gæstemissionæren Mary Rose Morris fra Brighton, som døde mens hun omfavnede sin Bibel.
L 20 kastede 12 brandbomber, som formentlig skadede huse og 2 bryggerier.
I alt dræbtes 15 i byen.

Ingen af de 9 luftskibe nåede helt til Liverpool, men Luftskib L 21 kommanderet af Max Dietrich forårsagede stor ødelæggelse i West Midlands med 33 dræbte i bl.a. Tipton, Wednesbury og Walsall.
I samme område var L 19 med kommandant Löwe, som på hjemturen måtte nødlande på Nordsøen, hvor hele besætningen druknede efter at være blevet forladt af et tililende engelsk skib.

## Bombetogtet natten mellem 2. og 3. maj 1916
Den 2. maj 1916 sendtes L 20 fra luftskibsbasen i Tønder i en sværm af 7 luftskibe på et natligt bombetogt mod fabrikker, smelteværker og jernbaneanlæg ved Middlesbrough, Stockton-on-Tees og Hartlepool i Nordøstengland og mod fjendtlige krigsskibe ved mundingen af Firth of Forth-fjorden ud for for Edinburgh.

De andre luftskibe nåede sikkert hjem, men L 20 havde problemer med mindst én af de 4 motorer og vinden fra sydøst, der øgedes til hård kuling, sendte L 20 nordpå forbi Peterhead og i tiltagende snefog ud over Nordsøen mod det under 1. verdenskrig krigsneutrale Norge.

## Nødlandingen i Norge
Tidligt om morgenen den 3. maj 1916 passerede L 20 nordøst om Feistein fyr 8 km fra fastlandet, hvor det efter nogen tid satte kurs mod sydøst for at følge kystlandskabet Jæren mod Revtangen og Obrestad fyr i en højde af 200-300 meter. Benzinbeholdningen var lav, så kommandant Stabbert besluttede at forsøge en nødlanding ved Gandsfjorden nær Sandnes.

L 20 passerede ganske lavt vest om Sandnes over Kolbeinshaugen og Lura for så at svinge udover Gandsfjorden og mod dens inderfjords østre side i Rovik. Omkring kl. 11 lagde luftskibet sig nogenlunde til ro over fjorden med næsen mod Holmavika syd for asylet i Dale, hvor det dyppede næsen og forreste gondol et par gange i vandet. Kommandant Stabbert råbte til mandskabet, at de skulle hoppe i, hvorefter løjtnant Schirlitz, han selv og 6 matroser hoppede. De 2 officerer svømmede i land mod Dale, mens matroserne skreg om hjælp og reddedes ombord på en lille fiskerjolle ført af Jeremias Bykle.
Lettet for vægt, men stadig med 8 mand ombord, drev L 20 nu med vinden mod nordvest henover Forus mod Godeset, men ankeret fik fat på en større stenblok på fjeldet Heddå, så bagerste gondol revedes af og 4 besætningsmedlemmer faldt til jorden stærkt forslåede, de 3 dog ikke værre end de kunne nyde en smøg.

Luftskibet steg op igen og drev videre udover Hafrsfjord, hvor det kl. 11.55 langsomt faldt i vandet nær Jåsund. Kort inden det ramte vandet og knækkede midt over, hoppede en mand ud og de 3 sidste blev reddet af torpedobåden Trods.

Næste morgen den 4. maj 1916 ved 9-tiden drejede vinden om mod nordøst og drev vraget af L 20 over mod stenkysten ved Sør-Sunde, så den sidste gondol knustes og motor og maskingeværer faldt i vandet.
Oberst Johannesen fra Madlalejren i Stavanger tilkaldte 12 soldater, som ved 15-tiden på 120 meters afstand sigtede på forskellige dele af vraget og fyrede af, så den resterende brint antændtes i en kæmpe eksplosion.

## Internering af besætningen
Den 18 mand besætning interneredes i Madlalejren hvoraf 6 personer, deriblandt 1. officer Schirlitz, blev frigivet kort efter.
Kommandant Stabbert flygtede efter 6 måneders internering og kom 20. december 1916 tilbage til luftskibsbasen i Tønder.

Blandt andre Erich Reuter sendtes til den tyske hjælpekrydser Berlin, som siden 1914 var interneret i Trondheimsfjorden, først i Hommelvik 20 km øst for Trondheim og senere lidt nordpå i Lofjord. Først efter krigens slutning løslodes dens besætning.

## Eksterne links
| - Zeppelin L 20 - Luftschiffe in Tondern Arkiveret 14. august 2017 hos Wayback Machine - zeppelin-museum.dk - LZ 59 - luftschiff.de - LZ59 Arkiveret 8. september 2014 hos Wayback Machine - sebastianrusche.com - Lz59 - L20 Arkiveret 5. marts 2016 hos Wayback Machine - p159.phpnet.org (fransk) | - Zeppelin LZ59- L20 Arkiveret 5. oktober 2017 hos Wayback Machine - wwi.hut2.ru (russisk) - LZ59(L20) - air-ship.info (kinesisk) - 3-May-1916 Zeppelin LZ.59 - Aviation Safety Network - Zeppelin L20 Arkiveret 11. november 2014 hos Wayback Machine - loughborough-rollofhonour.com |

1. ↑  The Raid of Monday 31st January 1916 Arkiveret 3. marts 2016 hos  Wayback Machine - tvas.info
2. ↑  Zeppelin Raids on Nottinghamshire Arkiveret 6. oktober 2014 hos  Wayback Machine - 1914-1918.invisionzone.com
3. ↑  The First World War on the Her - leics.gov.uk
4. ↑  The Loughborough Air Raid - loughborough-rollofhonour.com
5. ↑  The Baby Killers: German Air Raids on Britain in the First World War, af Thomas Fegan (2013). ISBN 9781473818927
6. ↑  Terror rained down from the night sky as Zeppelin pilots attacked Burton in mistake ... for Liverpool Arkiveret 30. oktober 2014 hos  Wayback Machine - derbytelegraph.co.uk
7. ↑  Uxbridge Rd, Burton on Trent: Fatal Aerial Bombardment - BBC
8. ↑  Burton Upon Trent, Staffordshire: Town Hall Turned into War Hospital - BBC
9. ↑  Relief as tribute to Zeppelin bomb victims is found Arkiveret 30. oktober 2014 hos  Wayback Machine - burtonmail.co.uk
10. ↑  The Zeppelin Raid - Otago Daily Times 6. maj 1916
11. ↑  'X 34' Raid, May 2nd (Webside ikke længere tilgængelig) - Flight 11. maj 1916
12. ↑  Storkrigen strandet i Hafrsfjord Arkiveret 14. august 2014 hos  Wayback Machine - Stavanger Aftenblad 9. august 2012.
13. ↑  Zeppelineren L20 - karolius.info
14. ↑  Tysk Zeppeliner endte sine dager på Sør-Sunde (Webside ikke længere tilgængelig) (side 15) - sunde-menighet.no
15. ↑  Heddåturen Arkiveret 19. juli 2014 hos  Wayback Machine - stavanger.kommune.no
16. ↑  Zeppeliner på Godeset Arkiveret 20. februar 2021 hos  Wayback Machine - hinnavis.no
17. ↑  Dramatic Crash of Zeppelin L.20 in Norway Arkiveret 4. marts 2016 hos  Wayback Machine - posthorn.scc-online.org
18. ↑  Tysk zeppeliner endte sine dager på Sør-Sunde (Webside ikke længere tilgængelig) - solabladet.no (kræver abonnement)
19. ↑  Postkort med motiver fra havariet til luftskipet L20 som havarerte ved Hafrsfjord 3. mai 1916 - gamlepostkort.no
20. ↑  Bydelsvandring 1996 Arkiveret 17. februar 2015 hos  Wayback Machine - madla-historielag.no
21. ↑  Die Luftschiffern Post während WWI Arkiveret 22. december 2014 hos  Wayback Machine - ezeptalk.de
22. ↑  The last Flight of Navy Airship L20 - slettebo.no